# Carl Theodor Dreyer
Carl Theodor Dreyer (3. února 1889 Kodaň – 20. března 1968) byl dánský filmový režisér, jenž je považován za jednoho z největších filmařů všech dob. Ačkoliv tvořil od desátých až do šedesátých let dvacátého století, jeho úzkostlivost, pánovité způsoby, výstřední metody práce a tvrdohlavé zaujetí vlastním uměním zapříčinily, že jeho děl až tolik nevzniklo. V každém případě je však řada jeho filmů počítána k těm nejvýznamnějším ze světového filmového dědictví.

## Život a dílo
Dreyer se narodil v Kodani jako nemanželské dítě a již brzy osiřel. Jeho adoptivní rodiče byli přísní luteráni a jejich výchova ovlivnila témata mnoha pozdějších Dreyerových filmů.
Jako mladý muž se Dreyer živil novinářskou prací. K filmu se dostal přes titulky němých filmů a později filmové scénáře roku 1912. Pracoval pro produkční společnost Nordisk, kde natočil svoji prvotinu Præsidenten. Další Dreyerův snímek - Praestaenkan - vznikl ve Švédsku a poté natočil Dreyer podle vzoru Griffithovy Intolerance epizodický snímek Blade af Satans Bog.
Na začátku dvacátých let odešel Dreyer do Německa, kde pracoval pro společnost UFA a natočil například výborný snímek Mikaël. Poté odešel do Francie.
Zde roku 1928 vytvořil svůj první klasický snímek - Utrpení Panny orleánské. Dreyer vycházel z autentických soudních zápisů a natočil výjimečně emotivní dílo, jež bylo stejnou měrou ovlivněno realismem a expresionismem. Pomocí financí barona Nicolase de Gunzburga mohl pak vytvořit svůj další proslavený film - Vampyr - Der Traum des Allan Grey, surreálnou podívanou strachu. Logika v tomto příběhu muže chránícího dvě sestry před upírem ustoupila stylu a atmosféře, z čehož vznikly nezapomenutelné scény, jako ta, kdy hrdina (hraný Nicolasem de Guznburgem pod jeho filmovým pseudonymem Julian West) sní o vlastním pohřbu, nebo scéna, v níž vystupuje krvežíznivá hrdinova sestra nakažená upírem. Film byl původně natáčen jako němý snímek, později k němu byly přidány nadabované dialogy.
Oba filmy byly komerčně nepříliš úspěšné a Dreyer natočil vyjma jednoho dokumentu další snímek až roku 1943. Tehdy, když bylo Dánsko ovládáno nacistickým Německem vznikl Den hněvu, snímek o vlivu čarodějnických procesů na jejich účastníky. Tímto snímkem Dreyer ustanovil svůj budoucí styl mluvených snímků, charakterizovaný černobílou kamerou a velmi dlouhými záběry.
Roku 1955 pak vzniklo Slovo (Ordet) podle stejnojmenné hry Kaje Munka. Snímek kombinuje příběh lásky na způsob Romea a Julie s náročnou zkouškou víry.
Posledním Dreyerovým filmem byla Gertrud podle hry Hjalmara Söderbergaz roku 1964. Tento snímek o ženě, která přes všechny své neúspěchy ničeho nelituje, bývá označován za méně významný, ale každopádně tvoří důležitou část Dreyerovy tvorby.
Dreyerův největší, nikdy nedokončený projekt byl plánovaný snímek o Ježíši Kristovi. Scénář byl dokončen a roku 1968 i publikoval, ovšem Dreyerovo nejisté finanční zázemí i realismus nakonec natáčení nedovolily. Jiný Dreyerův scénář byl později využit a Lars von Trier podle něj natočil snímek Medea.
Dreyer zemřel v Kodani ve věku 79 let. Obzvlášť cenným příspěvkem k jeho životnímu dílu je dokument Carl Th. Dreyer: Min metier z roku 1995.

## Režijní filmografie
- Præsidenten (1919)
- Praestaenkan (1920)
- Blade af Satans Bog (1921)
- Die Gezeichneten (1922)
- Der var engang (1922)
- Mikaël (1924)
- Du Skal Aere Din Hustru (1925)
- Glomsdalsbruden (1925)
- Utrpení Panny orleánské (La Passion de Jeanne d'Arc) (1928)
- Vampyr - Der Traum des Allan Grey (1932)
- Mødrehjælpen (1942)
- Den hněvu (Vredens dag) (1943)
- Två människor (1945)
- Vandet på landet (1946)
- Landsbykirken (1947)
- Kampen mod kræften (1947)
- De nåede færgen (1948)
- Thorvaldsen (1949)
- Storstrømsbroen (1950)
- Slovo (Ordet) (1955)
- Et Slot i et slot (1955)
- Gertrud (1964)